# Angelo Scuri
Angelo Scuri (* 24. Dezember 1959 in Florenz) ist ein ehemaliger italienischer Florettfechter.

## Erfolge
Angelo Scuri wurde 1986 in Sofia mit der Mannschaft Weltmeister, nachdem er mit dieser bereits 1981 in Clermont-Ferrand Silber und 1982 in Rom Bronze gewonnen hatte. Im Einzel gelang ihm 1981 zudem der Gewinn der Bronzemedaille. Bei Europameisterschaften wurde er im Einzel 1981 in Foggia Vizeeuropameister und gewann 1983 in Lissabon Bronze. Bei den Olympischen Spielen 1984 in Los Angeles zog er mit der Mannschaft ungeschlagen ins Finale ein, das gegen Deutschland mit 8:7 gewonnen wurde. Gemeinsam mit Andrea Borella, Stefano Cerioni, Mauro Numa und Andrea Cipressa wurde Scuri somit Olympiasieger.